# Мечетная, Марфа Марковна
Марфа Марковна Мечетная (1914 — неизвестно, посёлок Новолуганское, Бахмутский район, Донецкая область, Украинская ССР) — бригадир полеводческой бригады свиноводческого совхоза имени 1 Мая Министерства совхозов СССР, Горловский район Сталинской области, Украинская ССР. Герой Социалистического Труда (1948).

## Биография
Родилась в 1914 году в крестьянской семье в одном из сельских населённых пунктов современной Харьковской области. С раннего возраста трудилась в сельском хозяйстве. В послевоенные годы трудилась бригадиром полеводческой бригады в совхозе имени 1 Мая (позднее — совхоз «Углегорский») Горловского района с центральной усадьбой в посёлке Новолуганское.
Бригада хлеборобов под её руководством ежегодно показывала высокие трудовые результаты. В 1947 году бригада вырастила в среднем с каждого гектара по 31 центнера пшеницы на участке площадью 56 гектаров. Указом Президиума Верховного Совета СССР от 13 марта 1948 года удостоена звания Героя Социалистического Труда за «получение высоких урожаев пшеницы и ржи в 1947 году» с вручением ордена Ленина и золотой медали «Серп и Молот» (№ 1303).
Этим же указом званием Героя Социалистического Труда были награждены директор совхоза Иван Петрович Заричный, старший агроном Михаил Нектарович Сергеенко, старший механик Афанасий Ильич Фомин и бригадир Данил Яковлевич Боков.
После выхода на пенсию проживала в посёлке Новолуганское. С 1969 года — персональный пенсионер союзного значения. Дата смерти не установлена.
Память
В Самарском областном художественном музее хранится скульптура «Герой Соцтруда М. М. Мечетная» скульптора Максимченко Н. А.